# Sankt Petersburg–Moskva-banan

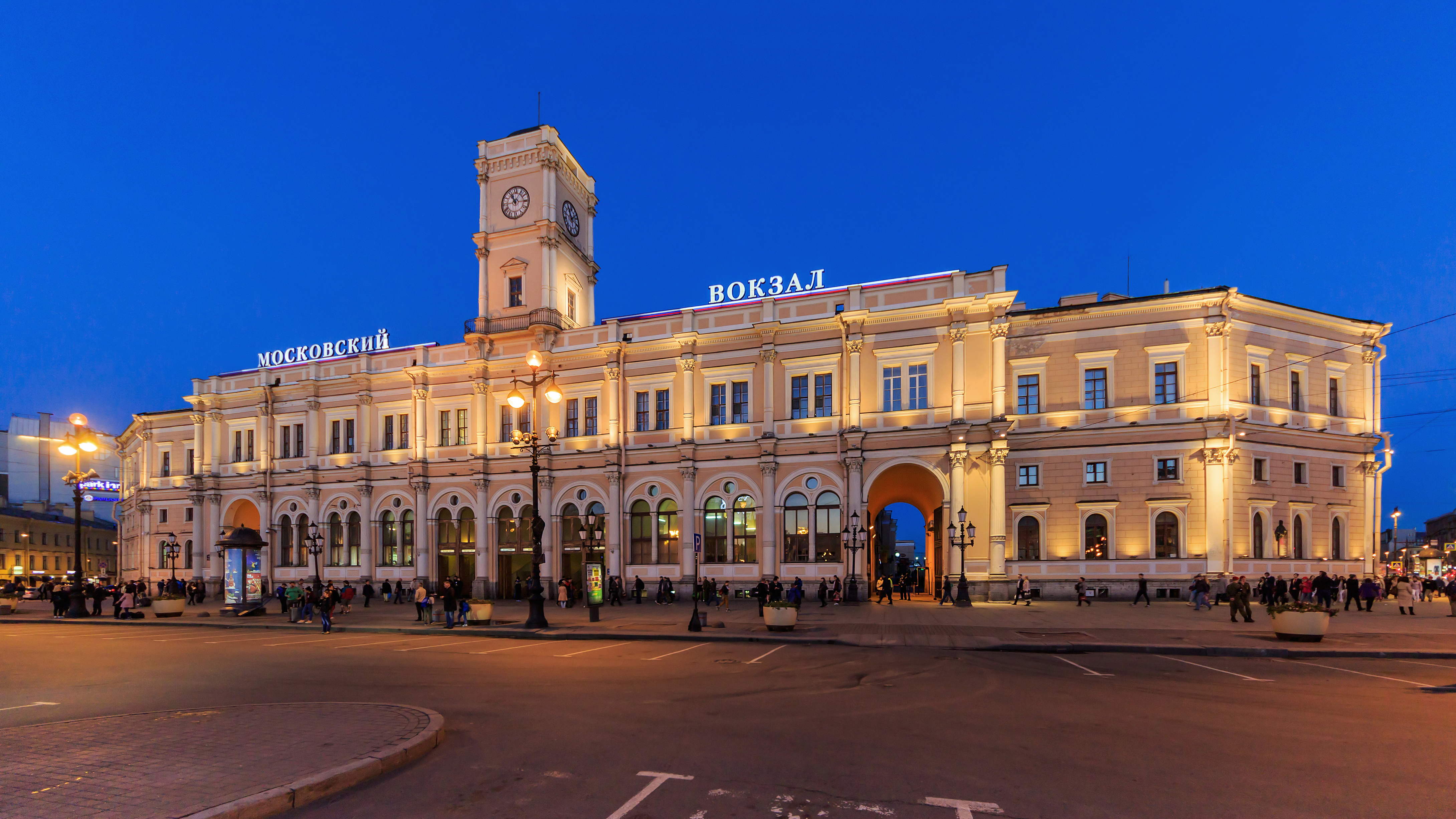
Moskovskij järnvägsstation i Sankt Petersburg

Sankt Petersburg-Moskva-banan (ursprungligt namn Nikolajbanan, ryska:Никола́евская желе́зная доро́га / Nikolajevskaja zjeleznaja doroga) är en rysk höghastighetsbana och Rysslands näst äldsta järnväg. Den invigdes år 1851, är ungefär 650 km lång och förbinder Sankt Petersburg med huvudstaden Moskva. Tillåten hastighet har längs långa sträckor höjts till 250 km/h, men man kör bara några enstaka snabbtåg om dagen, eftersom banan är hårt belastad med godståg som normalt är i vägen för snabba tåg. Dessutom går åtskilliga nattåg varje natt, varav ett till Helsingfors. 

## Framtid
Det finns planer på att bygga en ny höghastighetsbana Sankt Petersburg–Moskva enbart för persontåg.

## Myten om tsarens finger
Banan är internationellt känd för den osanna historien om tsarens finger vid tillkomsten på 1840-talet. Enligt legenden ska tsaren Nikolaj I av Ryssland ha avgjort en tvist om linjesträckningen genom att dra linjen spikrakt med linjal mellan Moskva och Sankt Petersburg; den enda kurvan på linjen skulle då ha uppstått där tsaren satte fingret på linjalen.  Historien är uppenbart osann, då kurvan byggdes först 1877, 26 år efter linjens invigning.  Den egentliga orsaken till denna ombyggnad är att järnvägen tidigare hade en kraftig lutning på denna sträcka som orsakade problem för dåtidens lok.  Sedan en ombyggnad avslutad 2001 följer järnvägen åter den raka, ursprungliga sträckningen, eftersom dagens lok klarar lutningen.  Enligt en teori ska myten om tsarens finger ha uppfunnits av författaren Nikolaj Grech.